# Mogwai
Mogwai (вимовляється: Моґвай) — шотландський пост-роковий гурт, заснований у 1995 році в Глазго. Композиції групи є здебільшого інструментальними, що створюють меланхолійну атмосферу.
Назву Mogwai узято з китайської мови, і приблизно означає «дух» або «зла душа». За свідченням гітариста Стюарта Брейсвейта, ця назва не має великого значення або глибокого змісту для гурту.

## Учасники
- Стюарт Брейсвейт (англ. Stuart Braithwaite) (гітара)
- Домінік Ейтчисон (англ. Dominic Aitchison) (бас-гітара)
- Мартін Баллох (англ. Martin Bulloch) (ударні)
- Джон Каммінгс (англ. John Cummings) (гітара)
- Баррі Бернс (англ. Barry Burns) (клавішні, флейта, гітара)

## Дискографія

### Альбоми
- Ten Rapid (1997) — збірник записів 1996—1997 років
- Young Team (1997)
- Kicking A Dead Pig (1998) — альбом реміксів
- Come on Die Young (1999)
- EP+6 (2000) — 4 Satin, No Education… і Mogwai:EP на одному диску
- Rock Action (2001)
- Happy Songs for Happy People (2003)
- Government Commissions (2005) — BBC Sessions 1996—2003
- Mr. Beast (2006)
- Zidane — a 21st century portrait (2006)
- Kronos Quartet & Mogwai & Clint Mancell — The Fountain (2006)
- The Hawk Is Howling (2008)
- Hardcore Will Never Die, But You Will (2011)
- Rave Tapes (2014)
- Every Country's Sun (2017)
- As the Love Continues (2021)
- The Bad Fire (2025)

### Міні-альбоми
- Tuner/Lower (1996)
- Angels vs Aliens (1996)
- Summer (demo) (1996)
- Summer/Ithica 27φ9 (1996)
- New Paths to Helicon, Parts 1 & 2 (1997)
- 4 Satin (1997)
- Club Beatroot, Part 4 (1997)
- Do The Rock Boogaloo (1998)
- No Education = No Future (Fuck the Curfew) (1998)
- Mogwai:EP (1999)
- «Travels in Constants» EP (2001)
- US Tour EP (2001) — (разом з Bardo Pond)
- My Father My King (2001)
- UK/European Tour EP (2001)
- Friend of the night (2005)
- Travel is dangerous (2006)